# Raymond Davis Jr.
Raymond Davis Jr., född 14 oktober 1914 i Washington, D.C., död 31 maj 2006 i Blue Point, Suffolk County, New York, var en amerikansk fysiker och mottagare av Nobelpriset i fysik år 2002. Han tilldelades priset för sina "banbrytande insatser inom astrofysiken, särskilt för detektion av kosmiska neutriner". Han delade halva prissumman med japanen Masatoshi Koshiba. Den andra hälften av prissumman tilldelades amerikanen Riccardo Giacconi.
Davis tog doktorsexamen i kemi 1942 vid Yale University i Connecticut, USA. Han var professor vid Department of Physics and Astronomy vid University of Pennsylvania.
Raymond Davis konstruerade en neutrinodetektor som bestod av en jättelik tank med 600 ton vätska placerad djupt nere i en gruva. Under trettio år lyckades han fånga in sammanlagt 2000 neutriner från solen och kunde därmed visa att solens energi kommer från fusion. I en annan gigantisk detektor, kallad Kamiokande, kunde en grupp forskare under ledning av Masatoshi Koshiba bekräfta Davis resultat.
Davis tilldelades 2000 Wolfpriset i fysik tillsammans med Masatoshi Koshiba.